# Lamilux – Heinrich Strunz Gruppe
Die Lamilux Heinrich Strunz Gruppe (Eigenschreibweise: LAMILUX) ist eine familiengeführte Unternehmensgruppe mit Sitz und Produktionsstätte in der Stadt Rehau im Hofer Land, Bayern. Lamilux ist die eingetragene Marke des Unternehmens und Handelsname der Produkte.

## Geschichte

### Unternehmensgründung und Anfangsjahre
Das Unternehmen wurde 1909 von dem Zimmerer Heinrich Strunz im oberfränkischen Rehau im Landkreis Hof als Sägewerk gegründet. Nach der Inbetriebnahme eines Sägewerkes im Jahre 1918 entwickelte und fertigte das Unternehmen montagefertige Holzbauten.
1941 übernahm Rudolf Strunz, Sohn des Gründers Heinrich Strunz, die Geschäftsleitung und erweiterte 1955 den Unternehmensbereich um die Produktion faserverstärkter Kunststoffe. Das Unternehmen führte fortan den Namen Lamilux. Neben dem Holzbau wurden zusätzlich Wellbahnen aus faserverstärkten Kunststoffen und Lichtkuppeln hergestellt.
1985 wurde Heinrich Strunz geschäftsführender Gesellschafter des Familienunternehmens. Die Fertigung von Wellbahnen wurde auf die Produktion des Verbundwerkstoffes Lamiluxplan umgestellt. Zu Beginn der Neunzigerjahre begann das Unternehmen, Lichtbänder für den Bereich Tageslichtsysteme zu entwickeln.
Seit 1994 leiten Dorothee und Heinrich Strunz gemeinsam das Unternehmen. Die Tageslichtsysteme wurden um Glasdachkonstruktionen und Steuerungstechnologien für Gebäudeautomationen erweitert.
Zwischen 2006 und 2008 errichtete das Unternehmen eine dritte Produktionsstraße für faserverstärkte Kunststoffe.
Im Jahr 2011 wurde das zu diesem Zeitpunkt insolvente Unternehmen Pecolit Kunststoffe GmbH &Co. KG in Schifferstadt mit 60 Beschäftigten übernommen, welches 2013 vollständig in die Unternehmensgruppe integriert wurde. In diesem Zuge veränderte die Lamilux-Gruppe auch die Unternehmensstruktur, indem das Unternehmen zwischen 2011 und 2012 die Produktionskapazitäten für Glasdachkonstruktionen und Lichtbänder erweiterte.
2014 erfolgte der Bau einer weiteren Produktionsstraße für die Herstellung von Bahnen und Platten aus faserverstärktem Kunststoffen im Rehauer Gewerbegebiet. Im darauffolgenden Jahr wurde die Firma Mirotec Glas- und Metallbau GmbH aus Wettringen, Nordrhein-Westfalen hundertprozentige Tochtergesellschaft der Lamilux Heinrich Strunz Gruppe.
Seit 2018 gehört die Roda Licht- und Lufttechnik GmbH, Isernhagen, Niedersachsen als hundertprozentige Tochtergesellschaft zu der Unternehmensgruppe.
Zum Jahresbeginn 2019 begannen zwei der drei Kinder von Dorothee und Heinrich Strunz ihre Tätigkeit in der Lamilux Heinrich Strunz Gruppe. Johanna und Alexander Strunz bilden die vierte Familiengeneration innerhalb der Geschäftsführung.

## Struktur der Unternehmensgruppe
Stand 31. Dezember 2021 ist die Lamilux Heinrich Strunz Holding Muttergesellschaft der Unternehmensgruppe, die folgende Gesellschaften umfasst:
- Lamilux Heinrich Strunz GmbH, Rehau (Kapitalanteil 100 Prozent)[2]
- Lamilux Composites GmbH, Rehau (Kapitalanteil 100 Prozent)[2]
- Mirotec Glas- und Metallbau GmbH, Wettringen (Kapitalanteil 100 Prozent)[2]
- E.M.B. Products GmbH, Rehau (Kapitalanteil 100 Prozent)[2]
- Roda, Licht- und Lufttechnik GmbH, Isernhagen (Kapitalanteil 100 Prozent)[2]

Darüber hinaus unterhält der Konzern weitere Tochterunternehmen in Dänemark, England, Frankreich, Indien, Japan, Österreich, Polen, Russland, Tschechien und Ungarn sowie zu 25 Prozent ein assoziiertes Unternehmen, die FVLR Fachverband Lichtkuppel, Lichtband RWA Dienstleistungs GmbH, Detmold, Nordrhein-Westfalen.
Der erwirtschaftete Umsatz entfiel im Geschäftsjahr 2021 zu 46,31 Prozent auf die Geschäftstätigkeit in Deutschland und zu 53,69 Prozent auf Länder außerhalb Deutschlands. Zum Stichtag 31. Dezember 2021 waren Heinrich, Dorothee, Alexander und Johanna Strunz Geschäftsführer des Unternehmens.

## Produkte und Unternehmensbereiche
Die Unternehmensbereiche umfassen Tageslichtsysteme (Produktion von Oberlichtern, wie zum Beispiel Flachdachfenster oder Lichtkuppeln) sowie faserverstärkte Kunststoffe (etwa glasfaserverstärkte Kunststoffe mit antibakterieller Oberfläche), die sowohl in Deutschland, als auch im Ausland vertrieben werden. Darüber hinaus ist die Lamilux Sicherheitstechnik in der Projektierung, Entwicklung und Montage der Steuerungstechnik (beispielsweise Rauch- und Wärmeabzugsanlagen) und deren Integration in Gebäudeleittechnik in Deutschland tätig. Die Tageslichtsysteme werden zum Beispiel in Industriegebäuden, Sporthallen und Einkaufszentren verwendet. Die faserverstärkten Kunststoffe werden unter anderem in der Caravan-, Nutzfahrzeuge-, Bus-, Bau- und Sport-Industrie eingesetzt.

### Beispiele für Bauprojekte
- BMW-Vierzylinder, München
- Grimm-Zentrum der Humboldt-Universität, Berlin[23]
- Airbus A 380-Werft, Frankfurt am Main[24]
- Rhein-Galerie, Ludwigshafen[25]
- Thier-Galerie, Dortmund[26]
- Forum Mittelrhein, Koblenz[27]
- Neue Galerie, Kassel[28]
- Neue Messe, Hamburg
- Flughafen, München[29]

## Auszeichnungen
- Red Dot Design Award – Product Design 2016, 2018, 2019, 2024[30]
- IHK Bildungspreis 2018[31]

## Belege
1. 1 2 3 4 5 6  "Spaziergänger steuern Firma Lamilux an", in; Frankenpost, Ausgabe Rehau vom 14. Juni 2016, abgerufen am 11. April 2023.
2. 1 2 3 4 5 6 7 8 9  Lamilux Heinrich Strunz Holding GmbH & Co. KG Rehau, Konzernabschluss zum Geschäftsjahr vom 01.01.2021 bis zum 31.12.2021, veröffentlicht im Bundesanzeiger am 16. Dezember 2022, abgerufen am 6. April 2023
3. 1 2  Lamilux Heinrich Strunz Holding GmbH & Co. KG Rehau, Konzernabschluss zum Geschäftsjahr vom 01.01.2022 bis zum 31.12.2022, veröffentlicht im Unternehmensregister am 10. November 2023, abgerufen am 25. Januar 2024
4. 1 2  "Die Lamilux Gruppe", in: Nordbayerischer Kurier vom 27. Juni 2015, abgerufen am 6. April 2023.
5. ↑  Firmengruppe erreicht höchsten Umsatz seit Gründung: Erfolgreiches Lamilux-Geschäftsjahr. In: Allgemeine Bauzeitung. Patzer Verlag GmbH & Co. KG, 30. März 2023, abgerufen am 6. April 2023.
6. ↑  Firmenprofil Lamilux Heinrich Strunz Holding GmbH & Co. KG, veröffentlicht in: Deutschland - Dun & Bradstreet Firmenprofile, abgerufen am 6. April 2023.
7. 1 2 3 4 5  Wir über uns. In: Lamilux Heinrich Strunz Holding GmbH & Co. KG. 2023, abgerufen am 11. April 2023.
8. 1 2 3 4  Matthias Litzlfelder: "Lichtkuppeln und Lkw-Wände Serie (30)", in: Coburger Tageblatt vom 28. April 2017, abgerufen am 11. April 2023.
9. 1 2 3  Roland Töpfer: "Ganz schön sportlich, dieser Chef", in: Nordbayerischer Kurier vom 9. März 2017, abgerufen am 11. April 2023.
10. 1 2  "Lamilux Heinrich Strunz steigert Umsatz um 23 Prozent", in: Fränkischer Tag, Forchheim vom 23. März 2006, abgerufen am 6. April 2023.
11. 1 2 3  "Startschuss für ein 20-Millionen-Projekt", in: Neue Presse, Ausgabe Coburg vom 3. März 2018, abgerufen am 6. April 2023.
12. ↑  "Kunststoff-Firma ist gerettet", in. Wormser Zeitung vom 27. Mai 2011, abgerufen am 6. April 2023.
13. ↑  "Lamilux investiert 23 Millionen", in: Neue Presse, Ausgabe Coburg vom 19. März 2014, abgerufen am 11. April 2023.
14. ↑  "Lamilux übernimmt Mirotec", in: Frankenpost, Ausgabe Hof vom 8. Oktober 2015, abgerufen am 11. April 2023.
15. 1 2  "Lamilux steigert Umsatz um 54 Millionen Euro", in: Frankenpost, Ausgabe Hof vom 1. März 2019, abgerufen am 11. April 2023.
16. 1 2  "Jahresumsatzmeldung der Lamilux Heinrich Strunz Gruppe. Rückblick auf ein erfolgreiches Geschäftsjahr", in: Nordbayerischer Kurier vom 1. April 2020, abgerufen am 11. April 2023.
17. ↑  Lamilux. In: Entreprises Le Figaro. 5. April 2023, abgerufen am 2. Mai 2023 (französisch).
18. ↑  "Kunststoff für die Welt", in: Frankenpost, Ausgabe Hof vom 5. Juli 2018, abgerufen am 11. April 2023.
19. ↑  Roland Töpfer: "Mehr als ein wichtiger Absatzmarkt. Unternehmer-Umfrage: Firmenlenker aus der Region über Europa und die Zukunft", in: Nordbayerischer Kurier vom 16. Mai 2019, abgerufen am 11. April 2023.
20. ↑  "20000 Tonnen Harz im Jahr", in: Coburger Tageblatt vom 28. April 2017, abgerufen am 11. April 2023.
21. ↑  "Lamilux punktet mit Beitrag zum Umweltschutz", in: Frankenpost, Ausgabe Hof vom 30. November 2013, abgerufen am 11. April 2023.
22. ↑  "Lamilux erwirtschaftet Rekord-Umsatz", in: Frankenpost, Ausgabe Hof vom 8. Februar 2014, abgerufen am 11. April 2023.
23. ↑  Deutsche BauZeitschrift - die Architekturfachzeitschrift. In: Bauverlag. Bauverlag BV GmbH, Februar 2010, abgerufen am 11. April 2023.
24. ↑  Lufthansa A380 Werft, Frankfurt - Architekturobjekte. In: Heinze. Heinze GmbH, 2023, abgerufen am 11. April 2023.
25. ↑  Lufthansa A380 Werft, Frankfurt - Architekturobjekte. In: Heinze. Heinze GmbH, 2023, abgerufen am 11. April 2023.
26. ↑  Imposantes Glasdach für Thier-Galerie in Dortmund. Abgerufen am 11. April 2023.
27. ↑  Robert Uhde: Weinblätter aus Aluminium. In: Bba Online. Konradin Medien GmbH, 11. Mai 2014, abgerufen am 11. April 2023.
28. ↑  Die „Neue Galerie“ in Kassel. Tageslichtsysteme für die documenta. In: Bauverlag. Bauverlag BV GmbH, abgerufen am 11. April 2023.
29. ↑  "München setzt auf Lamilux", in: Frankenpost, Ausgabe Hof vom 1. Juni 2016, abgerufen am 11. April 2023.
30. ↑  Red Dot Design Award 2024 für Hettich und Lamilux. In: fenster-tueren-technik.de. Abgerufen am 2. Dezember 2024.
31. ↑  Hydro Aluminium Rolled Products GmbH. In: ihk-bildungspreis.de. Abgerufen am 2. Dezember 2024.